# Francis Greenway
Pour les articles homonymes, voir Greenway.
Francis Howard Greenway (né le 20 novembre 1777 – mort en septembre 1837) est un architecte colonial devenu emblématique en Australie.

## Vie et carrière
Greenway, né à Mangotsfield près de la ville anglaise de Bristol, était le fils de Francis Greenway et de sa femme Ann, née Webb. Greenway est devenu un « architecte d'une certaine notoriété» à Bristol et Bath. Son seul bâtiment restant au Royaume-Uni est le Club de Clifton à Bristol, à l'origine l'Hôtel Clifton et les Assembly Rooms. En 1809, il fait faillite, et en 1812 il plaide coupable, "sur les conseils de ses amis", de faux en écriture et est condamné à mort, cette sentence est ensuite commuée en 14 ans de déportation. On ne sait pas très exactement pourquoi il a plaidé coupable mais on pense que c'était le seul moyen de sauver sa vie. Il était ami avec l'amiral Arthur Phillip qui avait pris sa retraite à Bath et celui-ci écrivit une lettre à Lachlan Macquarie lui recommandant Greenway.
Greenway arrive à Sydney sur le Général Hewitt en février 1814 pour purger sa peine, Greenway commence par travailler comme architecte colonial par la conception d'un escalier géométrique pour l'Ultimo House. En juillet 1814, Greenway rencontre pour la première fois Macquarie et, au cours de cette réunion, Macquare lui propose la construction d'une mairie et du palais de justice, donnant à Geenway un livre d'instructions à suivre. Greenway est tellement choqué par le procédé qu'il répond par une lettre lui rappelant ses compétences et, citant Sir William Chambers, que Son Excellence ferait mieux d'utiliser les possibilités d'un style classique.

« ...J'ai exécuté immédiatement le dessin que Votre Excellence m'a prié de lui faire, bien qu'il soit assez pénible à mon esprit d'homme du métier de dessiner un bâtiment qui ne peut se réclamer d'aucun classicisme ni caractère. »

Entre 1816 et 1818, alors qu'il est encore forçat, Greenway est choisi comme responsable de la conception et de la construction du phare Macquarie sur la pointe Sud de l'entrée de Port Jackson. Après le succès de ce projet, il est libéré et devient architecte du gouvernement de Nouvelle-Galles du Sud, continue de construire de nombreux édifices importants de la nouvelle colonie.
Il fait construire la Parramatta female factory 1818 et 1821 sur ordre de Macquarie. Le centre est resté en service de 1821 à 1848. Il a servi de lieu de travail et de détention aux prisonnières déportées de la Grande Bretagne par bateaux entiers pendant la colonisation de l'Australie.
Les œuvres de Greenway comprennent Hyde Park Barracks, Government House la résidence à l'époque du gouverneur de Nouvelle-Galles du Sud et, ce qui est considéré comme son chef-d'œuvre, l'église St James à Sydney choisie par Dan Cruickshank comme l'une des deux seules réalisations humaines australiennes dans sa série de la BBC "Le tour du monde en 80 trésors". Il y a encore 49 bâtiments dans le centre de Sydney attribués aux dessins et modèles de Greenway.
Greenway tombe en discrédit quand Macquarie l'accuse de majoration illégale de ses frais et il est destitué de sonposte par le nouveau gouverneur, Thomas Brisbane, en 1822. Il continue à exercer sa profession en libéral avec peu de succès.
Greenway meurt de la typhoïde, près de Newcastle en 1837, à l'âge de 59 ans. La date exacte de sa mort n'est pas connue. Il est enterré dans le cimetière de Maitland-Est le 25 septembre 1837, mais sa tombe ne portera pas de nom.

## Galerie

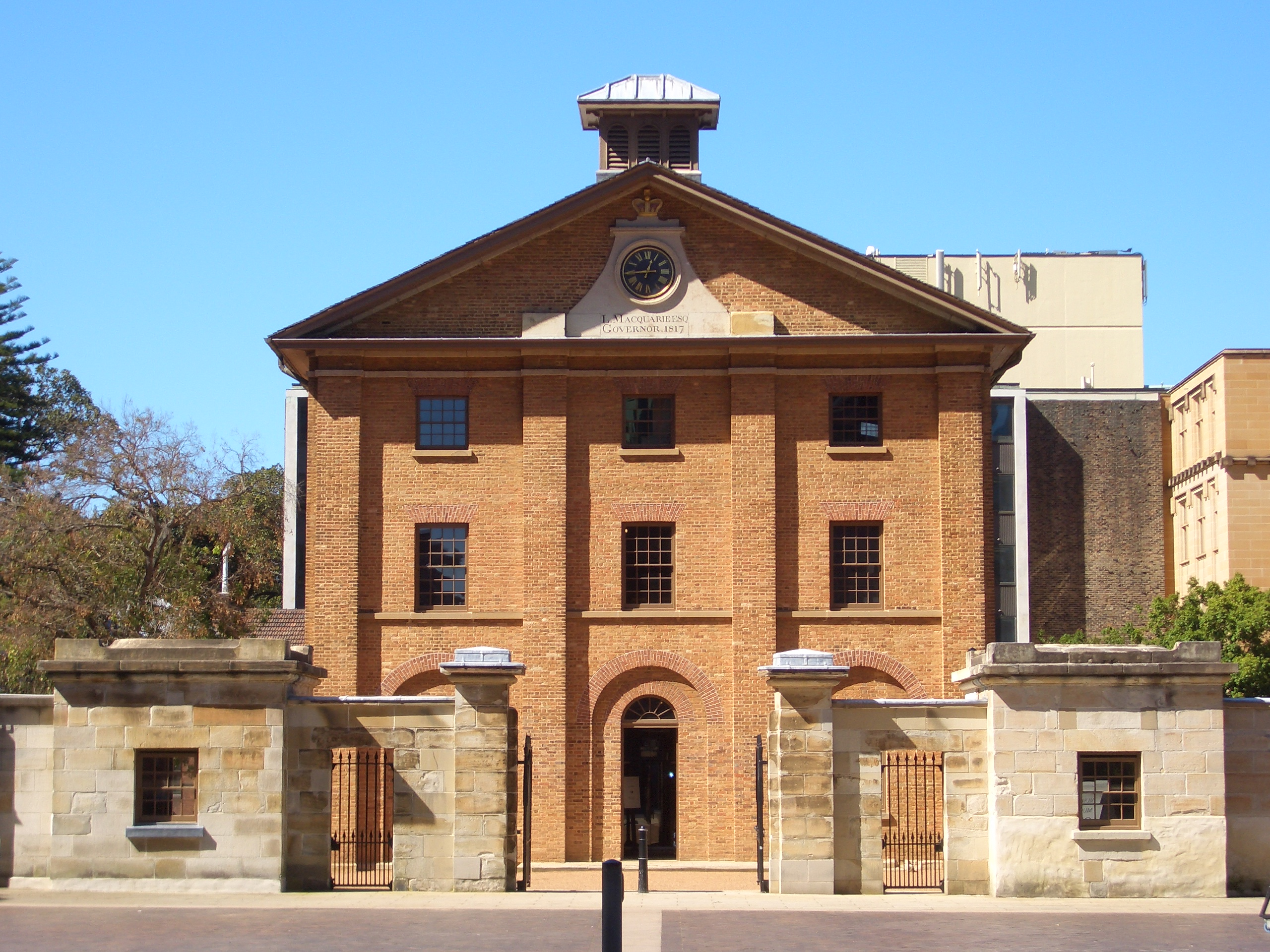
Hyde Park Barracks
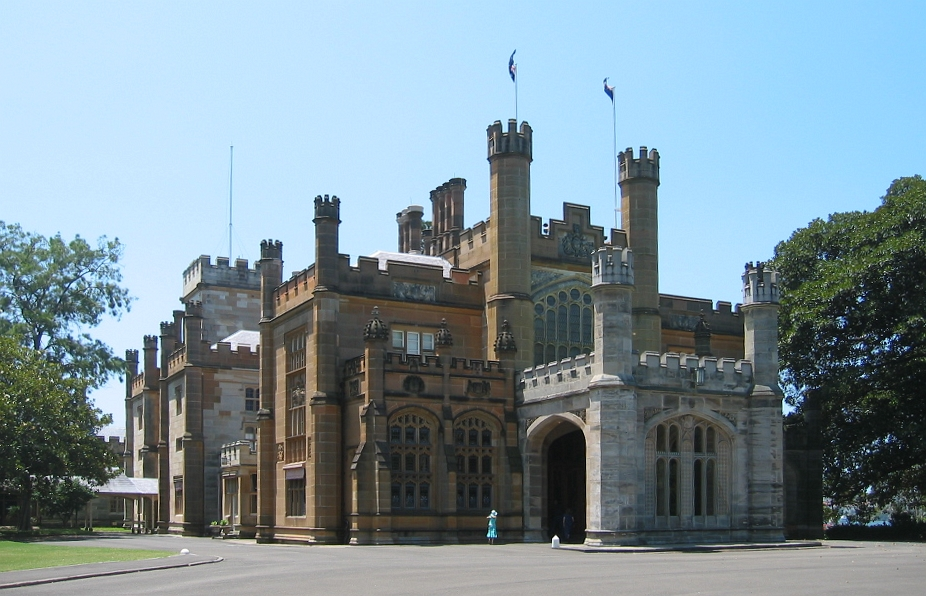
Government House
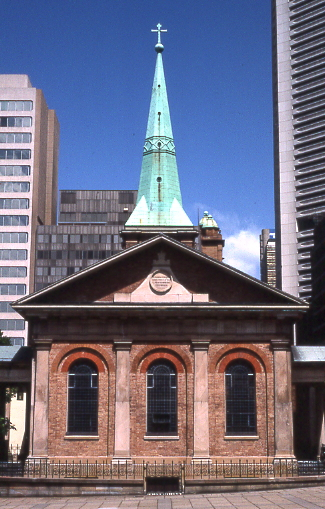
St James church